# Smlouva o přátelství, vzájemné pomoci a poválečné spolupráci mezi Československem a Svazem sovětských socialistických republik
Smlouva o přátelství, vzájemné pomoci a poválečné spolupráci mezi Československou republikou a Svazem sovětských socialistických republik byla dvoustranná smlouva podepsaná 12. prosince 1943 mezi československou exilovou vládou a Sovětským svazem. Uzavřena byla na 20 let a prodloužena byla v roce 1963. V roce 1970 byla podepsána „Smlouva o přátelství, spolupráci a vzájemné pomoci mezi Československou socialistickou republikou a Svazem sovětských socialistických republik“.

## Charakteristika
Signatáři smlouvy byli československý velvyslanec v Moskvě Zdeněk Fierlinger a sovětský komisař zahraničních věcí Vjačeslav Michajlovič Molotov, přičemž při podpisu byl přítomen také Edvard Beneš a Josif Vissarionovič Stalin.
Smlouva byla prohloubením československo-sovětské smlouvy o vzájemné pomoci v případě útoku Německa podepsané 16. května 1935 v Praze a potvrzením dohody o obnovení diplomatických styků a společném postupu ve válce proti Německu mezi československou exilovou vládou a SSSR podepsané 18. července 1941 v Londýně. Znamenala závazek o vzájemném postupu ve válce proti Německu a základní předpoklady budoucí poválečné spolupráce.

## Struktura a obsah
Smlouva byla vyhotovena ve dvou exemplářích – v českém a ruském jazyce. Obsahovala šest článků:
1. Závazek vzájemné vojenské a jiné pomoci a podpory ve válce proti Německu a jeho spojencům.
2. Závazek nevstoupit do jednání s vládou Německa (nebo jinou německou vládou, která se nevzdá válečných záměrů) a bez vzájemné dohody neuzavírat příměří nebo mír s Německem ani s jeho spojenci.
3. Závazek vzájemné vojenské a jiné pomoci a podpory v případě války s Německem nebo jeho spojencem po skončení druhé světové války.
4. Dohoda o „těsné a přátelské spolupráci“ po válce, založená na zásadách nevměšování do vnitřních záležitostí druhého státu, vzájemného respektování svrchovanosti, vyvíjení „co možná nejširších“ hospodářských styků a vzájemného poskytování hospodářské pomoci.
5. Závazek neuzavírání spojenectví nebo neúčasti na koalici namířené proti druhé smluvní straně.
6. Platnost smlouvy určena na dobu 20 let od podpisu s prodloužením na dalších pět let, pokud jedna ze smluvních stran nevypoví smlouvu 12 měsíců před uplynutím lhůty. Smlouva podléhá ratifikaci.

Ke smlouvě byla připojena čtyři memoranda:
- Memorandum československé vlády k transferu Němců a Maďarů z Československa – formulována zásada, že podle zákonů Německa jsou „všichni Němci v ČSR říšskými občany“ a že do pěti let mají opustit území ČSR, pokud o jejich československém státním občanství nerozhodne československá vláda. Další zásadou bylo, že ve všech obcích v ČSR musí být alespoň 67% podíl obyvatelstva české, slovenské nebo ukrajinské národnosti.
- Memorandum československé vlády o vojenských otázkách – otázky organizace československých vojenských jednotek na území SSSR (1. čs. armádní sbor, 1. čs. smíšená letecká divize, 2. čs. paradesantní brigáda a další), sovětské vojenské pomoci československé armádě a poválečné spolupráce armády ČSR s Rudou armádou.
- Memorandum československé vlády o poválečné československo-sovětské hospodářské spolupráci – proklamovalo, že veškerý vojenský průmysl v ČSR bude znárodněn a proběhne reorganizace bank a úvěrového systému v ČSR.
- Memorandum československé vlády o požadavcích týkajících se postavení Československa a řešení otázky jeho národnostních menšin po uzavření příměří.